# Bildungssystem in Liechtenstein
Das Bildungssystem in Liechtenstein ist ähnlich aufgebaut wie das Schweizer Bildungssystem, so dass dortige Beschreibungen auch in Liechtenstein weitgehend gültig sind.

## Geschichte

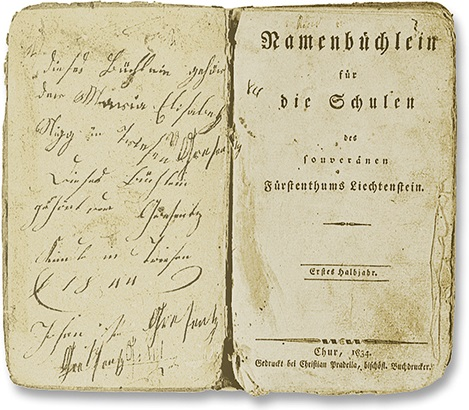
Das Lesebuch «Namenbüchlein für die Schulen des souveränen Fürstenthums Liechtenstein» wurde 1834 als erstes speziell für Liechtenstein gedrucktes Schulbuch herausgegeben.

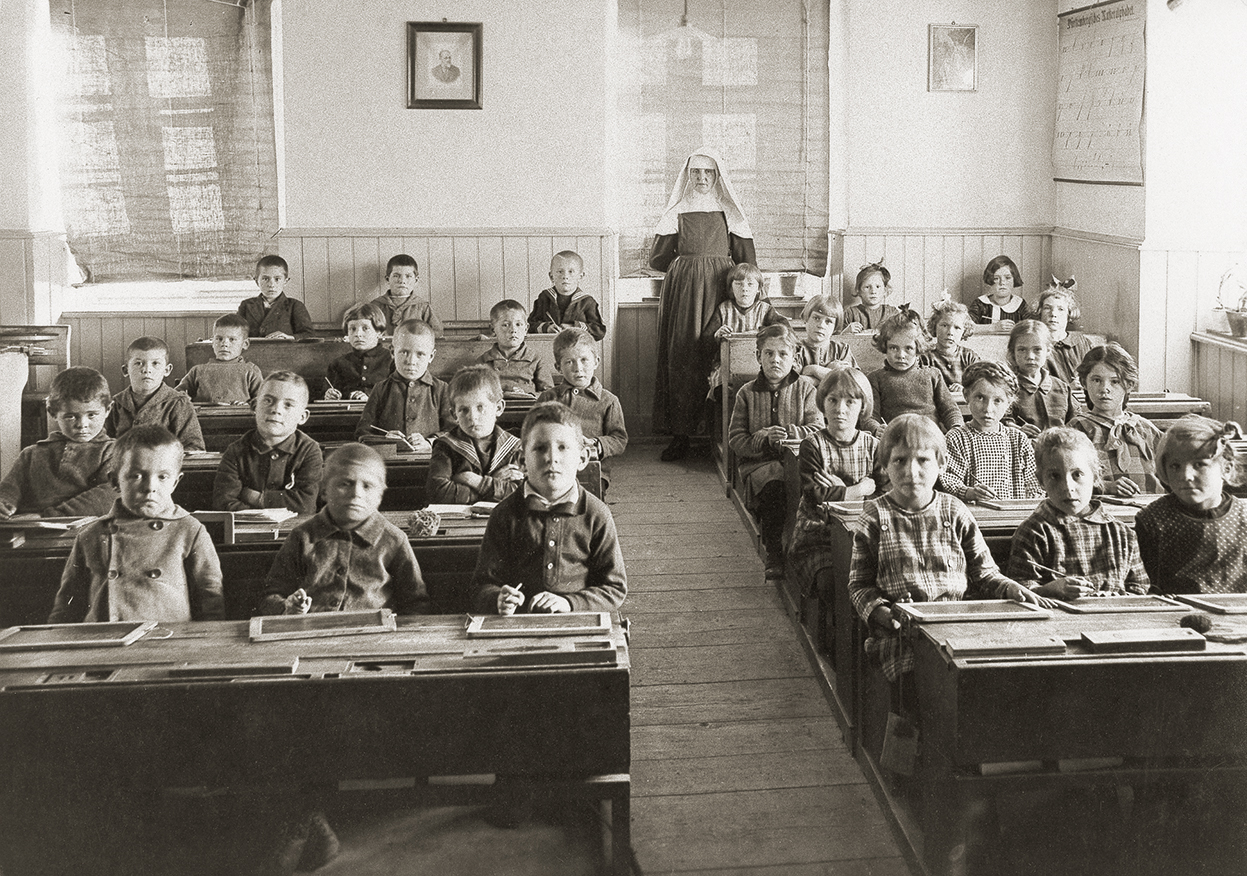
Schulklasse der Primarschule Vaduz um 1925. Die Lehrerin hinten ist eine Zammer Ordensschwester.

Die erste Hinweis des Schulwesens findet sich in einem Urbar aus den Jahren 1617 bis 1619, indem auf ein Schulhaus in Vaduz hingewiesen wird. Am 18. September 1805 erfolgte mit einem Erlass der fürstlichen Hofkanzlei in Wien die Einführung der Schulpflicht für die 7- bis 13-jährigen Kinder. Die Gemeinden hatten ein Schulhaus zu bauen und zur Besoldung des Lehrers einen Schulfonds zu errichten. Trotzdem blieb die Grundschulbildung auf tiefem Niveau. 1859 wurde mit einem neuen Schulgesetz die Schulpflicht auf acht Jahre verlängert und das Schulwesen verbessert. Die zulässige Schülerzahl blieb mit 100 Kindern pro Lehrer sehr hoch und der von den Dorfpfarrern erteilte Religionsunterricht und die Christenlehre behielten ihre wichtige Stellung. 1869 wurde als oberste Schulbehörde ein Landesschulrat geschaffen. Er war der Regierung nicht unter-, sondern nebengeordnet und erliess Gesetzesentwürfe und Verordnungen, stellte die Lehrer an und war Rekurs- und Aufsichtsinstanz. Ausführendes Organ des Landesschulrats war der Schulkommissär. Für das liechtensteinische Schulwesen prägend war die Beschäftigung von Ordensschwestern als Kindergärtnerinnen und Lehrerinnen zur Überbrückung des chronischen Lehrermangels. Von besonderer Bedeutung waren die Barmherzigen Schwestern in Zams.
Die 1858 als erste höhere Bildungsanstalt eröffnete Landeshauptschule Vaduz und die 1906 entstandene Sekundarschule Eschen mit ähnlichen Unterrichtszielen wurden ab 1951 unter dem Namen Realschule geführt. 1873 begann mit der Eröffnung eines privaten Töchterinstituts die Bildungsgeschichte des Hauses Gutenberg in Balzers. Von den von katholischen Orden betriebenen Privatschulen gingen massgebliche Impulse auf das liechtensteinische Schulwesen aus. Besonders die ursprünglich als privates Collegium Marianum gegründete und 1967 in Liechtensteinisches Gymnasium umbenannte Maturitätsschule erlangte grosse Bedeutung.
Die Entwicklung des liechtensteinischen Schulwesens ging im Vergleich zu den Nachbarstaaten langsam vor sich. Mit dem Schulgesetz von 1971 entstanden aus der Volksschule die fünfjährige Primarschule und die nachfolgende, aus Oberschule und Realschule bestehende vierjährige Sekundarstufe I. Die starke kirchliche Prägung des liechtensteinischen Schulwesens wurde beseitigt. Die Geistlichkeit verlor ihren Anspruch auf die Stellung des Schulkommissärs und des Schulinspektors. Der Landesschulrat wurde abgeschafft und das Schulwesen direkt der Regierung unterstellt, die sich dabei auf das 1972 geschaffene Schulamt stützt.

## Öffentliche Schule
| Lernende Sekundarstufe I in Liechtenstein Schuljahr 2017/18 |

| Zum Vergleich: Lernende Sekundarstufe I im benachbarten St. Galler Wahlkreis Werdenberg Schuljahr 2017/18 |

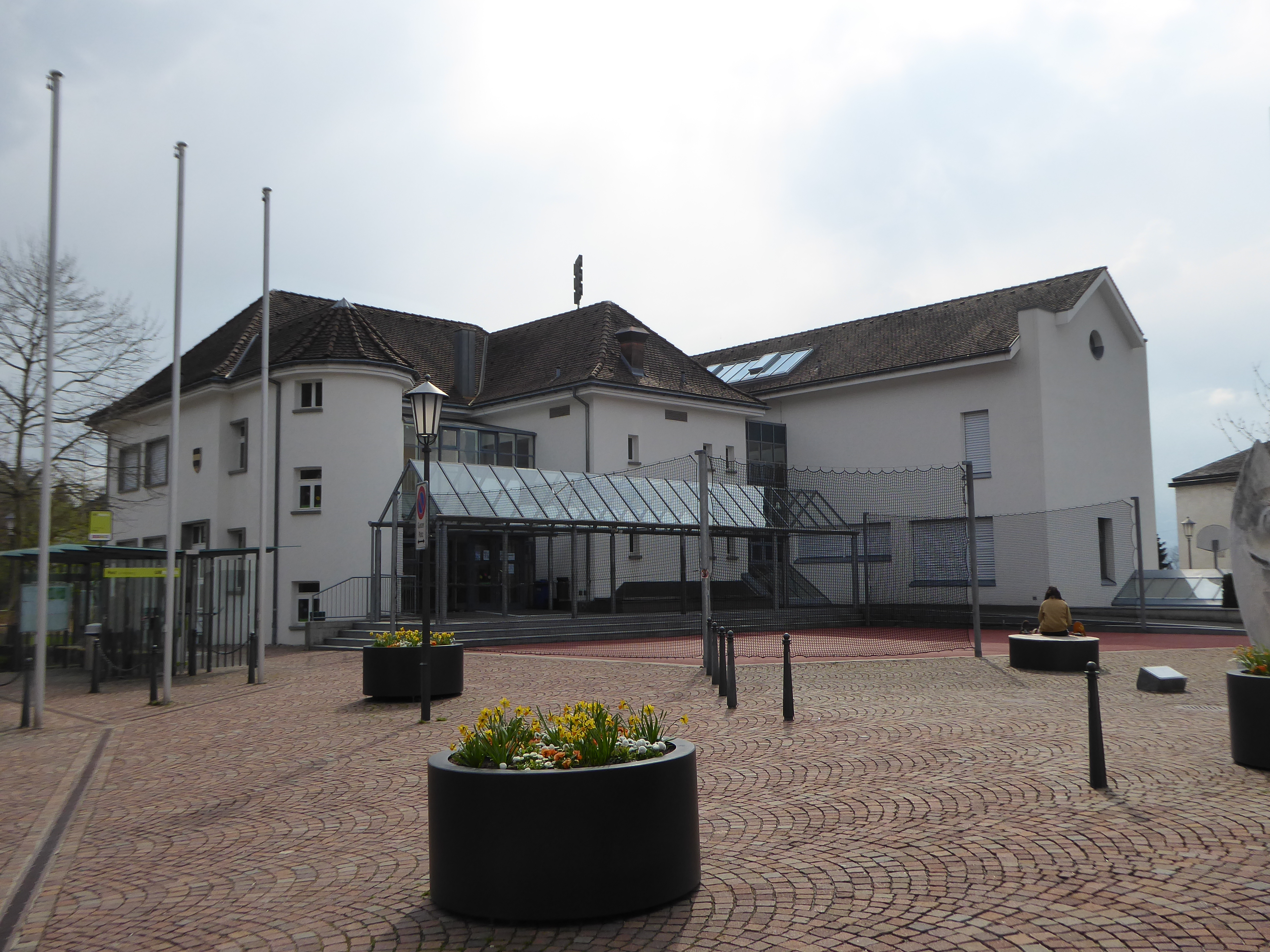
Gemeindeschule Schellenberg

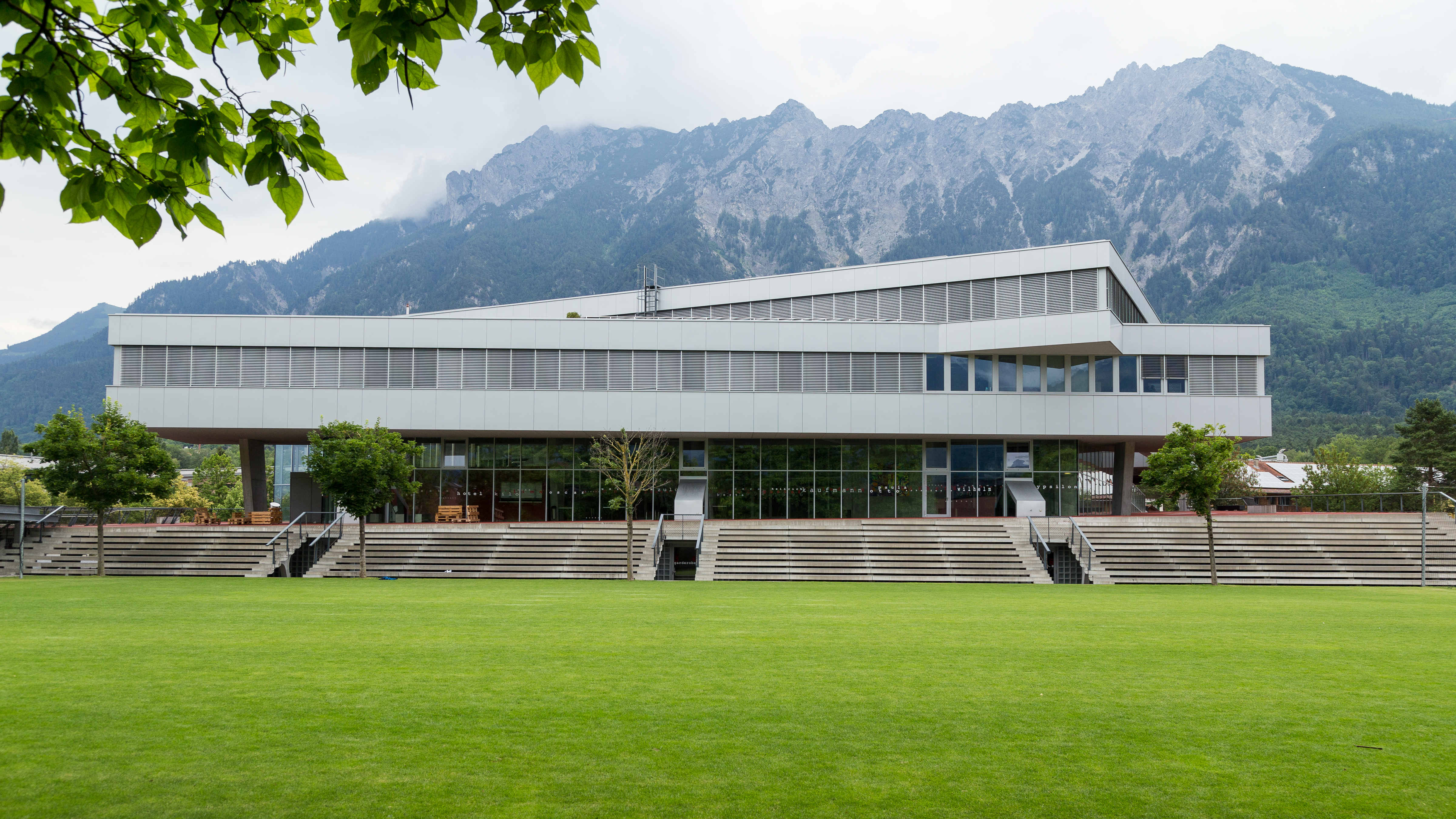
Das Schulzentrum Mühleholz II beherbergt die Real- und Oberschule Vaduz

Die meisten Liechtensteiner Kinder treten, wenn sie das vierte Lebensjahr vollendet haben, für zwei Jahre in den Kindergarten ein. Der Besuch ist unentgeltlich und für Kinder deutscher Muttersprache freiwillig. Für fremdsprachige Kinder ist das zweite Jahr obligatorisch.
Anschliessend besuchen die Kinder die obligatorische Primarschule. Sie dauert im Gegensatz zur Deutsch- und französischsprachigen Schweiz nur fünf statt sechs Jahre und wird wie der Kindergarten von der Gemeinde geführt, die dazu einen mehrköpfigen Gemeindeschulrat wählt. Seit 1999 werden Primarschülerinnen und -schüler ganzheitlich statt mit Ziffernnoten beurteilt. Kinder mit Lernschwierigkeiten werden in der Regelschule mit sonderpädagogischen Massnahmen oder im Heilpädagogischen Zentrum Schaan gefördert. Neben der öffentlichen Volksschule gibt es in Liechtenstein zwei Privatschulen.
Die dreigliedrige Sekundarschule besteht aus drei Oberschulen, fünf Realschulen und der Unterstufe des Liechtensteinischen Gymnasiums in Vaduz. Sie dauert mit vier Klassen ein Jahr länger als in der Deutsch- und Westschweiz. Die Ober- und Realschulen sind dem Schulamt der Landesverwaltung unterstellt.
- Die Oberschule erweitert den Unterrichtsstoff der Primarschule und bereitet auf Berufslehren[11] und auch auf den Wechsel in die Realschule vor. Sie wird von etwa einem Viertel der Schülerinnen und Schüler besucht.[12]
- Die Realschule bereitet auf Berufslehren, aber auch auf den Übertritt in die Oberstufe des Gymnasiums oder der Berufsmaturitätsschule vor. Die Realschule wird von rund der Hälfte der Jugendlichen besucht.[13]
- Die Langform des Gymnasiums beginnt nach der Primarschule und führt zur Matura, die in der Schweiz und in Österreich zum prüfungsfreien Zugang zu allen Hochschulen berechtigt. Die ersten drei der sieben Jahre dauernden gymnasialen Ausbildung werden als Unterstufe bezeichnet.[14]

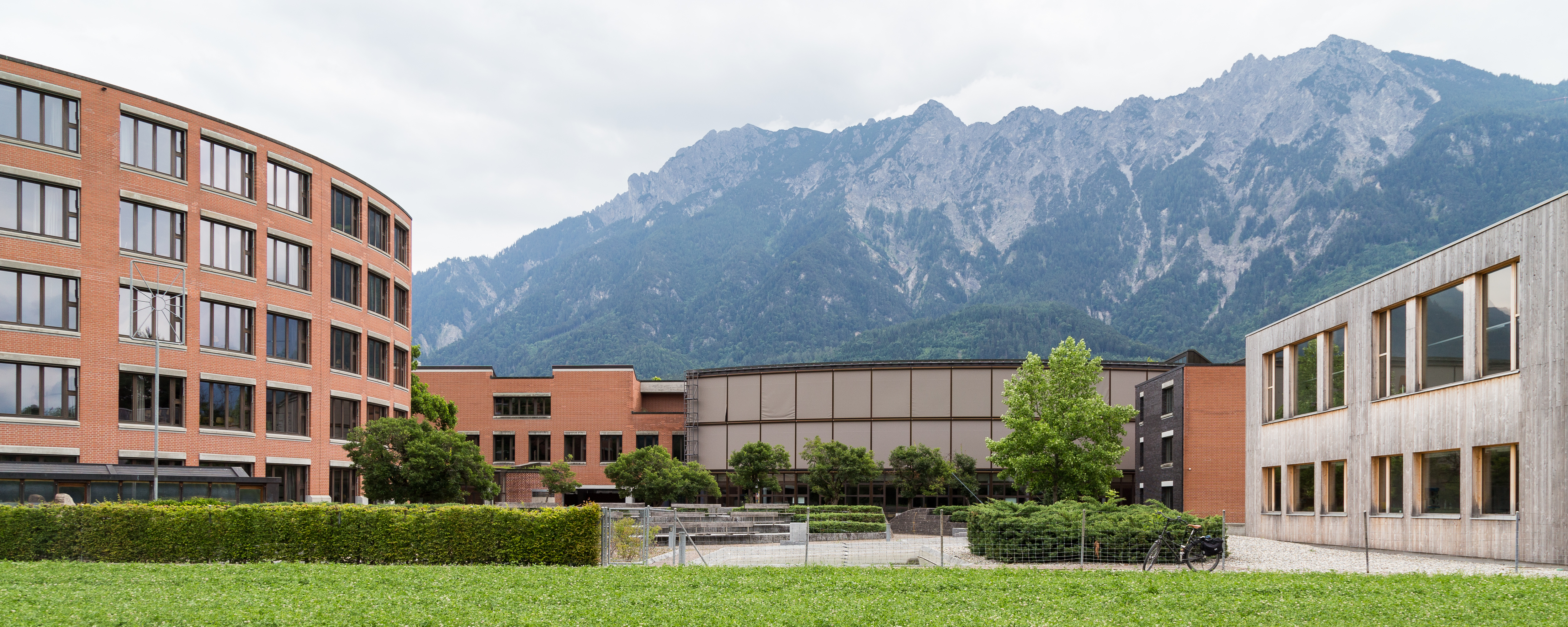
Liechtensteinisches Gymnasium

Ab dem Schuljahr 2019/20 wird mit dem Liechtensteiner Lehrplan LiLe unterrichtet, der auf dem Deutschschweizer Lehrplan 21 basiert und an Liechtensteiner Verhältnisse angepasst wurde. Der eigentliche Englischunterricht beginnt in der 2. Primarklasse. Bereits in der 1. Klasse
wird Englisch im Ausmass einer Lektion in verschiedene Teilbereiche integriert. Der Französischunterricht startet mit der Realschule oder dem Gymnasium. Für Oberschülerinnen und -schüler ist er freiwillig. In der Realschule, der Oberschule und der Oberstufe des Gymnasiums existieren drei Typen des Religionsunterrichts: katholischer und reformierter Religionsunterricht sowie Religion und Kultur.
Mit dem Besuch der Sekundarschule haben die Liechtensteiner Schülerinnen und Schüler ihre Schulpflicht erfüllt. Danach stehen den Jugendlichen mit dem allgemeinbildenden Gymnasium und einer Berufslehre zwei Bildungswege offen. Das freiwillige 10. Schuljahr dient der persönlichen Berufswahlvorbereitung und der Erweiterung der schulischen Kompetenzen.
| Alter | Schulstufe             | Niveau                       | Niveau                       | Niveau                         | Niveau                         | Niveau                              |
| Alter | Schulstufe             | Grundansprüche               | Grundansprüche               | mittlere und erhöhte Ansprüche | mittlere und erhöhte Ansprüche | erhöhte Ansprüche                   |
| ----- | ---------------------- | ---------------------------- | ---------------------------- | ------------------------------ | ------------------------------ | ----------------------------------- |
| 5–7   | Vorschule              | Kindergarten Dauer: 2 Jahre  | Kindergarten Dauer: 2 Jahre  | Kindergarten Dauer: 2 Jahre    | Kindergarten Dauer: 2 Jahre    | Kindergarten Dauer: 2 Jahre         |
| 7–12  | Primarschule           | Primarschule Dauer: 5 Jahre  | Primarschule Dauer: 5 Jahre  | Primarschule Dauer: 5 Jahre    | Primarschule Dauer: 5 Jahre    | Primarschule Dauer: 5 Jahre         |
| 12–14 | Sekundarstufe          | Oberschule Dauer: 4 Jahre    | Oberschule Dauer: 4 Jahre    | Realschule Dauer: 4 Jahre      | Realschule Dauer: 4 Jahre      | Gymnasium Unterstufe Dauer: 3 Jahre |
| 14/15 | Sekundarstufe          | Oberschule Dauer: 4 Jahre    | Oberschule Dauer: 4 Jahre    | Realschule Dauer: 4 Jahre      | Realschule Dauer: 4 Jahre      | Gymnasium Oberstufe Dauer: 4 Jahre  |
| 15/16 | Weiterführende Schulen | Berufslehre Dauer: 2–4 Jahre | Freiwilliges 10. Schuljahr   | Freiwilliges 10. Schuljahr     | Berufslehre Dauer: 3–4 Jahre   | Gymnasium Oberstufe Dauer: 4 Jahre  |
| 16–18 | Weiterführende Schulen | Berufslehre Dauer: 2–4 Jahre | Berufslehre Dauer: 2–4 Jahre | Berufslehre Dauer: 2–4 Jahre   | Berufslehre Dauer: 3–4 Jahre   | Gymnasium Oberstufe Dauer: 4 Jahre  |

## Berufsausbildung
| Abschlussprüfungen von Lernenden aus Liechtenstein Lehrjahr 2017/18 |

| Lehrlinge aus Liechtenstein nach Ausbildungsort Lehrjahr 2017/18 |

| Lehrlinge in Liechtenstein nach Wohnsitz Lehrjahr 2017/18 |

| Lehrlinge in liechtensteinischen Lehrbetrieben Lehrjahr 2017/18 |

Die berufliche Grundbildung in Liechtenstein stützt sich wie in der Schweiz seit Jahrzehnten auf das duale System. Zwei Drittel der liechtensteinischen Schulabgänger absolvieren eine Berufslehre in rund 80 verschiedenen Berufen. Weil es in Liechtenstein keine Berufsschule gibt, besuchen die Lehrlinge die Berufsfachschule vorwiegend im benachbarten Kanton St. Gallen.
Die Berufsbezeichnungen entsprechen jenen in der Schweiz. Seit 2008 werden die Abschlusszeugnisse zweijähriger Lehren als Berufsattest (BA) und diejenigen der drei- und vierjährigen Ausbildungen als Fähigkeitszeugnis (FZ) bezeichnet. Sie entsprechen dem Eidgenössischen Berufsattest (EBA) bzw. dem Eidgenössischen Fähigkeitszeugnis (EFZ) in der Schweiz. Die beiden Länder anerkennen ihre Berufsabschlüsse gegenseitig. Nur in Liechtenstein, nicht aber in der Schweiz wird die Berufslehre als Werkstofftechniker (FZ) angeboten.
Die Lehre und die BMS werden – falls es das Angebot im Land nicht gibt – meistens im Kanton St. Gallen in der Schweiz absolviert. Fachmittelschulen werden vorwiegend in Österreich besucht, insbesondere die Handelsakademie Feldkirch, die Höhere Bundeslehranstalt für Tourismus in Bludenz und die Höhere Lehranstalt für wirtschaftliche Berufe St. Josef in Feldkirch.
Im Lehrjahr 2017/18 absolvierten 1042 Lernende in Liechtenstein eine Berufslehre.

## Weiterführende Schulen und Studium
| Liechtensteiner an Fachhochschulen Studienjahr 2017/18 |

| Liechtensteiner an Universitäten im In- und Ausland Studienjahr 2017/18 Studierende an deutschen Fachhochschulen sind ebenfalls enthalten. |

| Studierende an Liechtensteiner Universitäten nach Herkunftsländern Studienjahr 2017/18 |

Das Liechtensteinische Gymnasium schliesst mit einer gymnasialen Matura, die Berufsmittelschule Liechtenstein mit einer Berufsmaturität nach Lehrabschluss ab. Jugendliche, die die Berufsmaturität mit dem Lehrabschluss (BMS I) oder eine Fachmaturität erreichen wollen, besuchen in der Regel die entsprechenden Schulen im benachbarten Kanton St. Gallen.
Liechtensteiner waren bis zur Gründung eigener Hochschulen gänzlich und seither grösstenteils auf Bildungsstätten im Ausland angewiesen. Verträge mit der Schweiz, Österreich und der Universität Tübingen regeln den Zugang der Studierenden zu den betreffenden Hochschulen.
1986 verlegte die Internationale Akademie für Philosophie (IAP) ihren Sitz nach Liechtenstein, womit das Land die erste Niederlassung einer Hochschule erhielt. Im gleichen Jahr wurde zudem das Liechtenstein-Institut als hochschulähnliche Forschungseinrichtung gegründet. 2005 erhielt die 1961 als Abendtechnikum Vaduz gegründete Liechtensteinische Ingenieurschule die Anerkennung als Fachhochschule. Die Ausbildungsstätte wurde 2005 als Hochschule Liechtenstein und seit 2011 als Universität Liechtenstein bezeichnet. Seit 2000 besteht in Triesen die Private Universität im Fürstentum Liechtenstein. Trotz den eigenen Hochschulen muss in den meisten Fachrichtungen das Studium im Ausland gemacht werden.
| Berufslehre 3–4 Jahre   | Berufslehre 3–4 Jahre   | Berufslehre mit BMS I 3–4 Jahre            | Berufslehre mit BMS I 3–4 Jahre            | Fachmittelschule (FMS)1 3 Jahre            | Gymnasium 4 Jahre |
|                         | BMS II 2 Jahre          |                                            |                                            |                                            |                   |
| Höhere Fachschule (HF)1 | Höhere Fachschule (HF)1 | Fachhochschule1 und Universität1 3–8 Jahre | Fachhochschule1 und Universität1 3–8 Jahre | Fachhochschule1 und Universität1 3–8 Jahre |                   |

1 meistens oder ausschliesslich in der Schweiz

## Internationale Vergleiche
An den PISA-Studien nahm Liechtenstein als Nichtmitglied der OECD „ausser Konkurrenz“ teil. Die numerischen Ergebnisse sind wegen geringer Stichprobengrösse und ungeeigneter Grundgesamtheit (viele Schüler gehen bereits im Laufe ihres sechzehnten Lebensjahrs von der Schule ab) nicht interpretierbar.